# Lynwood (Kalifornija)
Lynwood je grad u američkoj saveznoj državi Kalifornija. Prema popisu stanovništva iz 2010. u njemu je živjelo 69.772 stanovnika.